# Microregiunea Komló
Microregiunea Komló (în maghiară Komlói kistérség) a fost o microregiune statistică (kistérség) din județul Baranya, Ungaria.
Cu o populație de 38.470 locuitori și o suprafață de 314,6 km2, aceasta a existat până în 2014, când în Ungaria, microregiunile ”kistérségek” au fost înlocuite de districte (járások).